# غفارية (بكتيريا)
غفارية هي جنس من البكتيريا، تتبع المغزلية.